# Djamal Fassassi
Djamal Abiola Fassassi Mohamed (* 23. November 1988 in Porto-Novo) ist ein beninischer Fußballspieler.

## Karriere

### Verein
Fassassi begann seine Profi-Karriere 2007 mit ASOS Porto-Novo, wo er gleich in seiner ersten Saison in die Elf des Jahres gewählt wurde. Nach einem Jahr auf Seniorebene für ASOS Porto-Novo wechselte er im November 2007 zum Ligarivalen Avrankou Omnisport FC. Nach einer Saison mit Avrankou wechselte Fassassi im Sommer 2009 zu AS Dragons FC de l’Ouémé. Am 23. November 2010 unterschrieb er dann letztendlich einen Vertrag beim USS Kraké und verließ nach zwei Jahren die AS Dragons. Seit Winter 2010/2011 steht er beim Association Sportive Pythagore d'Akpakpa in Cotonou unter Vertrag. Im Sommer 2012 unterschrieb Fassissi dann in Gabun, beim Cercle Sportif Mbéri. Im März 2016 verließ er CMS Libreville und unterschrieb beim Akanda FC.

### Nationalmannschaft
Fassassi steht im Kader der Nationalmannschaft des Benins und gab sein A-Länderspiel Debüt im November 2010 gegen die Nigrische Fußballnationalmannschaft. 2009 nahm er mit der U-23 am UEMOA Tournament in Benin teil und 2010 stand er mit seinem Team im Finale des UEMOA Tournaments.